# Andrew Triggs Hodge
Andrew Triggs Hodge MBE  (ur. 3 marca 1979 w Aylesbury) – brytyjski wioślarz, trzykrotny mistrz olimpijski, czterokrotny mistrz świata.

## Osiągnięcia
| Rok  | Impreza              | Miejsce   | Konkurencja          | Lokata     |
| ---- | -------------------- | --------- | -------------------- | ---------- |
| 2002 | Mistrzostwa świata   | Sewilla   | ósemka               | 6. miejsce |
| 2003 | Mistrzostwa świata   | Mediolan  | ósemka               | 3. miejsce |
| 2004 | Igrzyska olimpijskie | Ateny     | ósemka               | 9. miejsce |
| 2005 | Mistrzostwa świata   | Gifu      | czwórka bez sternika | 1. miejsce |
| 2006 | Mistrzostwa świata   | Eton      | czwórka bez sternika | 1. miejsce |
| 2007 | Mistrzostwa świata   | Monachium | czwórka bez sternika | 4. miejsce |
| 2008 | Igrzyska olimpijskie | Pekin     | czwórka bez sternika | 1. miejsce |
| 2009 | Mistrzostwa świata   | Poznań    | dwójka bez sternika  | 2. miejsce |
| 2010 | Mistrzostwa świata   | Hamilton  | dwójka bez sternika  | 2. miejsce |
| 2011 | Mistrzostwa świata   | Bled      | dwójka bez sternika  | 2. miejsce |
| 2012 | Igrzyska olimpijskie | Londyn    | czwórka bez sternika | 1. miejsce |
| 2013 | Mistrzostwa świata   | Chungju   | ósemka               | 1. miejsce |
| 2014 | Mistrzostwa Europy   | Belgrad   | czwórka bez sternika | 1. miejsce |
| 2014 | Mistrzostwa świata   | Amsterdam | czwórka bez sternika | 1. miejsce |